# Aspidoras albater
Aspidoras albater (Аспідорас ламаносмугий) — вид риб з роду Aspidoras родини Панцирні соми ряду сомоподібні.

## Опис
Загальна довжина сягає 3,6 см. Голова середньої розміру. Очі помірно великі. Є 2 пари добре розвинених вусиків. Тулуб стиснутий з боків та в області черева. Тулуб з 2 рядками кісткових пластинок з кожного боку, що перекривають одна одну, нагадуючи своєрідний панцир. Вони поєднуються з твердими кістками голови. Спинні та грудні плавці широкі. Перший спинний плавець великий з 7-8 м'якими променями. Грудні і черевні плавці невеличкі. Анальний плавець короткий. Жировий плавець у передній частині черева. Хвостовий плавець широкий, дещо розрізаний.
Самиці блідніші за самців. Забарвлення бежево-сріблясте з 5 ламаними смугами кавового кольору, які складаються з цяток й плям. По хвосту проходять 4 темні горизонтальні риски. Вуси та черевні плавці світлого кольору.

## Спосіб життя
Є бентопелагічною рибою. Зустрічається на мілині, зарослою рослинністю. Активна протягом усього дна. Полює на здобич біля дна. Живиться переважно дрібними безхребетними.
Самиця відкладає ікру до ґрунту або до широкого листя водяних рослин.

## Розповсюдження
Мешкає у басейні річки Токантінс (Бразилія).